# Бронделло
Бронделло (італ. Brondello, п'єм. Brondel) — муніципалітет в Італії, у регіоні П'ємонт,  провінція Кунео.
Бронделло розташоване на відстані близько 510 км на північний захід від Рима, 60 км на південний захід від Турина, 26 км на північний захід від Кунео.
Населення — 291 особа (2014).
Щорічний фестиваль відбувається 15 серпня. Покровителька — Богородиця Небовзята.

## Демографія
Населення за роками:

Станом на 1 січня 2023 року в муніципалітеті офіційно проживало 17 іноземців з 7 країн, серед них 6 громадян країн Євросоюзу.

## Сусідні муніципалітети
- Ізаска
- Мартініана-По
- Паньо
- Ревелло
- Венаска